# ماتئو تون

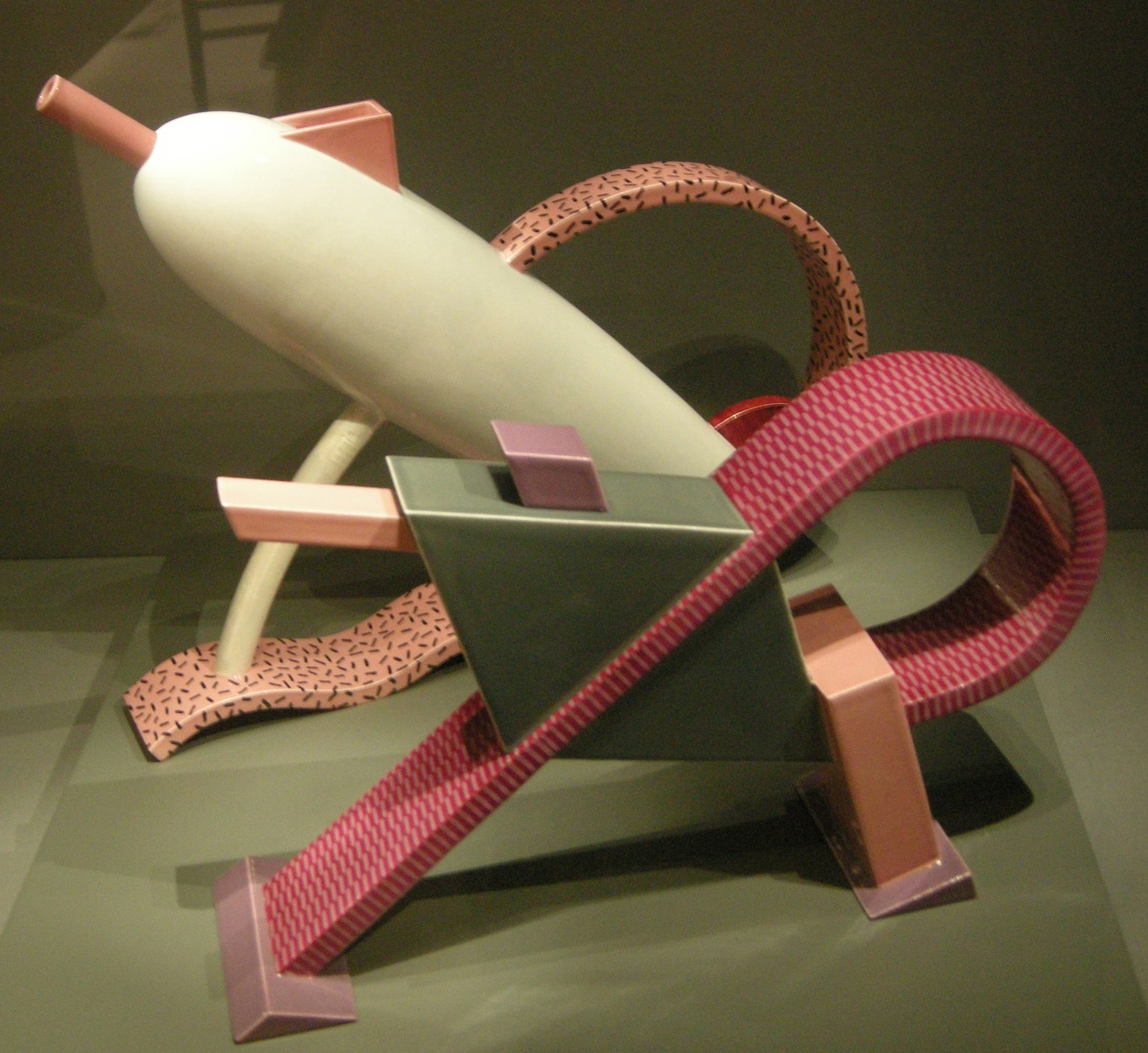
ماتئو تون، "لوروم مارینوس" (خلیج دریا)، قوری و قهوه‌جوش، آلسیو ساری سرامیچه، ۱۹۸۲ میلادی

ماتئو تون (به ایتالیایی: Matteo Thun)؛ (زادهٔ ۱۷ ژوئن ۱۹۵۲ میلادی) (نام کامل: ماتئوس آنتونیوس ماریا گراف فون تون و هوهنشتاین) یک معمار، طراح و مدرس اهل ایتالیا است.

## زندگینامه
ماتئو تون در سال ۱۹۵۲ میلادی در بولتسانو به عنوان اولین پسر خانوادهٔ کارآفرین تیرول جنوبی تون (لن و اوتمار فون تون و هوهنشتاین) به دنیا آمد، برادر کوچکترش پیتر در سال ۱۹۷۸ میلادی مدیریت تون آگِ را بر عهده گرفت.
ماتئو تون در آکادمی سالزبورگ زیر نظر اسکار کوکوشکا تحصیل کرد و در سال ۱۹۷۵ میلادی از رشتهٔ معماری در دانشگاه فلورانس فارغ‌التحصیل شد. در سال ۱۹۷۸ میلادی او به میلان نقل مکان کرد، با اتوره سوتساس آشنا شد و در سال ۱۹۸۱ میلادی یکی از بنیانگذاران سوتساس آسوچاتی و گروه ممفیس بود. در سال ۱۹۸۴ میلادی استودیوی خود را تأسیس کرد و برای سواچ کار کرد که از سال ۱۹۹۰ تا ۱۹۹۳ میلادی مدیر هنری آن بود. از سال ۱۹۸۳ تا ۲۰۰۰ میلادی استاد طراحی و سرامیک در «دانشگاه هنرهای کاربردی» در وین بود. او شرکت ماتئو تون و شرکاء، یک استودیوی معماری و طراحی چندفرهنگی را با دفتر مرکزی در میلان، ایتالیا و یک شرکت تابعه در مونیخ، آلمان، تأسیس کرد. این شرکت در سطح بین‌المللی فعالیت می‌کند و بیش از ۲۰ سال است که در حال توسعۀ پروژه‌های هتلداری، مسکونی، دفتر مرکزی، خرده‌فروشی و طراحی شهری و برنامه‌ریزی اصلی است. این دفتر به همراه شریک خود آنتونیو رودریگوئز، ۷۰ کارشناس از زمینه‌های معماری، طراحی و ارتباطات را در استخدام دارد. سوزان، همسر تون، به مدت ۳۰ سال پژوهشگر روند این تجارت بوده و دو پسر این زوج نیز به حرفه‌های هنری دست زده‌اند.

## آثار (منتخب)

### معماری

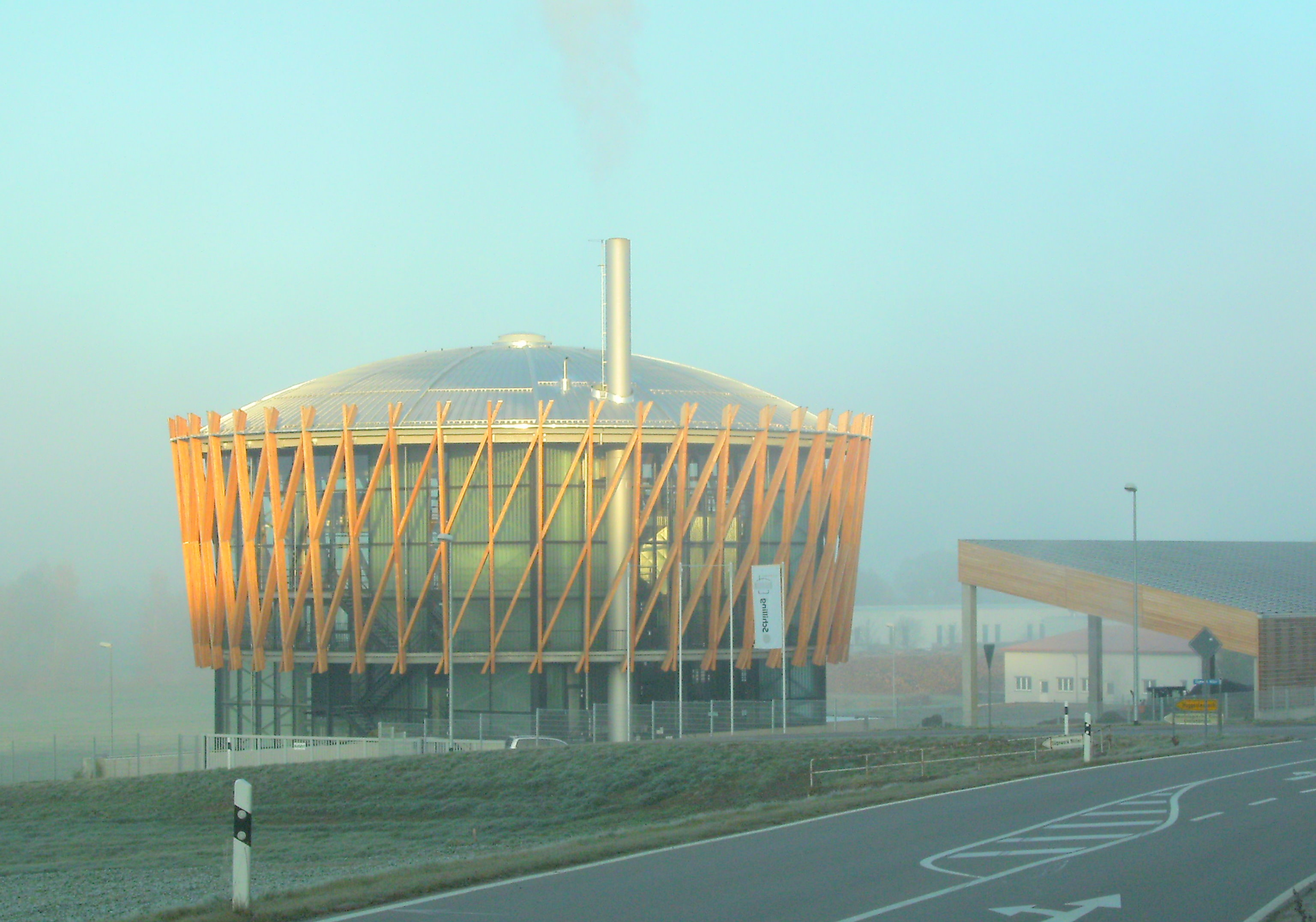
نیروگاه بایو، شوندی، آلمان

- نیروگاه بایو، شوندی، آلمان۱۹۹۰ - ای آفتاب من، خانۀ پیش‌ساخته؛
- ۲۰۰۱ - هتل ساید؛
- ۲۰۰۳ - استراحتگاه کوهستانی ویگیلیوس؛
- ۲۰۰۶ - دفتر مرکزی هوگو باس سوئیس؛
- ۲۰۰۸ - خرده‌فروشی پورشه؛
- ۲۰۰۹ – نیروگاه، زیست توده؛
- ۲۰۱۵ - استراحتگاه جی‌دبلیو ماریوت ونیز + آب‌گرم؛
- ۲۰۱۷ - راه‌اندازی هتل‌های بین‌شهری بین‌المللی؛
- ۲۰۱۷ - والدهتل پزشکی بهداشت و تعالی.

### طراحی
ممفیس
- ۱۹۸۷ - ساعت بولگاری؛
- ۱۹۸۶ - عینک کامپاری؛
- ۲۰۰۱ - ایللی کاپ - فنجان اسپرسو و لوازم کافه؛
- ۲۰۰۲ - زوکتی- مجموعه‌های حمام؛
- ۲۰۰۵ - آرتمیده - مجموعهٔ چراغ؛
- ۲۰۰۸ - ظروف آشپزخانۀ تسویلینگ جی.ای. هنکلس؛
- ۲۰۱۱ - دوراویت - مجموعه‌های حمام؛
- ۲۰۱۲ - ونینی – گلدان؛
- ۲۰۱۳ - گبریت - دوش توالت؛
- ۲۰۱۵ - کلافس - سونا، بخار؛
- ۲۰۱۵ - اکسنت - دوش توالت؛
- ۲۰۱۷ - فانتینی - مجموعه‌های حمام.

### ادبیات
- کتاب فهرست.

## جوایز
متئو تون چندین جایزۀ مجلۀ وال‌پیپر*، جوایز رد دات، جوایز طراحی خوب، جوایز طراحی محصول آی‌اف، جوایز طراحی خوب سبز را برای طرح‌های محصول خود دریافت کرده‌ است.
برای پروژه‌های معماری و داخلی، دفتر او توسط معماری طراحی خوب سبز، جایزۀ طراحی هتل اروپا/معماری + داخلی، جایزۀ طراحی مهمان‌نوازی، جایزه ام‌آی‌پی‌آی‌ام، و جایزۀ سفر سلامتی اعطا شده‌ است.